# Coelogyne corymbosa
Coelogyne corymbosa Lindl., 1854 è una pianta della famiglia dell Orchidacee, originaria delle montagne dell'Asia.

## Descrizione
È un'orchidea di piccole dimensioni, epifita e occasionalmente litofita. C. corymbosa è costituita da un rizoma strisciante con pseudobulbi molto addensati, di forma da ovoidale a romboidale, ricoperti alla base da un paio di guaine di colore marrone scuro, che portano al loro apice 2 foglie di forma ellittico-lanceolata ad apice acuto, recanti 5 nervature, suberette, plicate, dotate di picciolo. 
La fioritura avviene dalla primavera all'estate, mediante una infiorescenza terminale, derivante da uno pseudobulbo di nuova formazione, da eretta a pendente, racemosa, lunga mediamente 20 centimetri, portante da 2 a 5 fiori. Questi si aprono contemporaneamente, sono gradevolmente profumati, hanno struttura pesante, sono grandi mediamente 7 centimetri, con sepali e petali di colore bianco di forma lanceolata ad apice acuto (i sepali più larghi dei petali), il labello è trilobato, anch'esso bianco e presenta curiose macchie di colore che varia dal giallo al marroncino.

## Distribuzione e habitat
La specie è originaria dell'Asia, in particolare di Nepal, Bhutan, India nordorientale, Cina, dove cresce epifita su alberi ai margini della foresta, oppure litofita su scogliere umide ad altitudini tra 1400 e 3500 metri sul livello del mare.

## Coltivazione
Questa pianta necessita di non troppa luce e temperature basse durante la fase di riposo, che devono però essere incrementate durante la fioritura, quando è necessario anche mantenere buoni livelli di umidità.